# Región de Islas Esequibo-Demerara Occidental
Las Islas Esequibo-Demerara Occidental es una de las 10 regiones administrativas en las que está dividida la república de Guyana. Delimita con el océano Atlántico en su zona septentrional, con Alto Demerara-Berbice al sur y con las regiones de Cuyuní-Mazaruní y Pomerón-Supenaam al oeste. 
Su capital es Vreed en Hoop (que en neerlandés significa Paz y Esperanza), siendo otras ciudades de importancia Parika, Schoon Ord y Uitvlugt.
Según censo 2002, la población ascendía a 103.261 habitantes, repartidos en una extensión de 3.755 km². En dicho territorio se incluyen numerosas islas situadas en la desembocadura del río Esequibo (del cual recibe su nombre actual). Entre ellas la Isla Leguán, la Isla Hog o la Isla Guaquenám.
La estimación 2010 de población refiere a  110.363 habitantes.

## Disputa territorial
La parte occidental de la región es considerada por Venezuela dentro de la zona de reclamación de la Guayana Esequiba.

## Historia
Ya en época colonial, en 1893, la Guyana Británica es dividida en tres condados distintos, siendo uno de ellos el de Esequibo, con una extensión de 156.749 km² (correspondiendo aproximadamente al área en disputa con Venezuela.
Más tarde, en 1958, se llevó a cabo una reorganización administrativa del país, llevándose a cabo una división entre la región denominada Esequibo y las Islas Esequibo (igualmente, y por primera vez, se crea el distrito de Demerara Occidental). Trece años más tarde, en 1971, una nueva división territorial haría desaparecer el distrito de las Islas Esequibo, creándose el denominado Costa de Esequibo. Actualmente, se encuentra vigente la división administrativa llevada a cabo por la constitución de 1980.
Posee una Asamblea Democrática Regional con su correspondiente gobernador. Los miembros de este organismo juran su cargo por un período de cinco años que discurre paralelamente al de los miembros de la Asamblea Nacional. Los miembros de estos organismos regionales eligen entre ellos a un representante en el órgano legislativo central de Georgetown e, igualmente, eligen a dos miembros del Congreso Nacional de los Órganos Democráticos Nacionales.

## Subdivisión del territorio
Comprende catorce consejos vecinales democráticos (en inglés: Neighbourhood Democratic Councils - NDC) y cinco áreas no clasificadas.
| Tipo de subdivisión         | Nombre                                                | Código estadístico | Localidad sede          |
| --------------------------- | ----------------------------------------------------- | ------------------ | ----------------------- |
| Consejo vecinal democrático | Patentia/Toevlugt                                     | 301                | Good Intent             |
| Consejo vecinal democrático | Canal’s Polder                                        | 302                | Canal N.º 2 Polder      |
| Consejo vecinal democrático | Nismes/La Grange                                      | 303                | Bagotville              |
| Consejo vecinal democrático | Meer Zorgen/Malgre Tout                               | 304                | Goed Fortuin            |
| Consejo vecinal democrático | Klein Pouderoyen/Best                                 | 305                | Vreed-en-Hoop           |
| Consejo vecinal democrático | Nouvelle Flanders/La Jalousie                         | 306                | Windsor Forest          |
| Consejo vecinal democrático | Blankenburg/Hague                                     | 307                | Den-Amstel              |
| Consejo vecinal democrático | Cornelia Ida/Stewartville                             | 308                | Stewartville            |
| Consejo vecinal democrático | Uitvlugt/Tuschen                                      | 309                | Kastev                  |
| Consejo vecinal democrático | Vergenoegen/Greenwich Park'                           | 310                | Vergenoegen             |
| Consejo vecinal democrático | Good Hope/Hydronie                                    | 311                | Farm                    |
| Consejo vecinal democrático | Parika/Mora                                           | 312                | Parika Marketing Centre |
| Consejo vecinal democrático | Isla Leguan (Islas Esequibo) (*1)                     | 313                | Leguan                  |
| Consejo vecinal democrático | Isla Guaquenám o Wakenaam (Islas Esequibo) (*1)       | 314                | Sans Succi              |
| Área no clasificada         | Ámsterdam (Río Demerara)/Vriesland                    | 315                | -                       |
| Área no clasificada         | Canal n.º 2 (parte) + The Belle + Little Alliance     | 316                | -                       |
| Área no clasificada         | Sparta/Bonasika y el resto de las islas Esequibo (*2) | 317                | -                       |
| Área no clasificada         | Bajo Demerara Occidental (*1)                         |                    | -                       |
| Área no clasificada         | Bonasika/Boerasirie                                   |                    | -                       |

(*1) El territorio es reclamado por Venezuela como parte del área en reclamación de la Guayana Esequiba.
(*2) Excepto la zona insular y no insular al este del cauce principal del río Esequibo, el resto del territorio es reclamado por Venezuela como parte del área en reclamación de la Guayana Esequiba.

## Galería

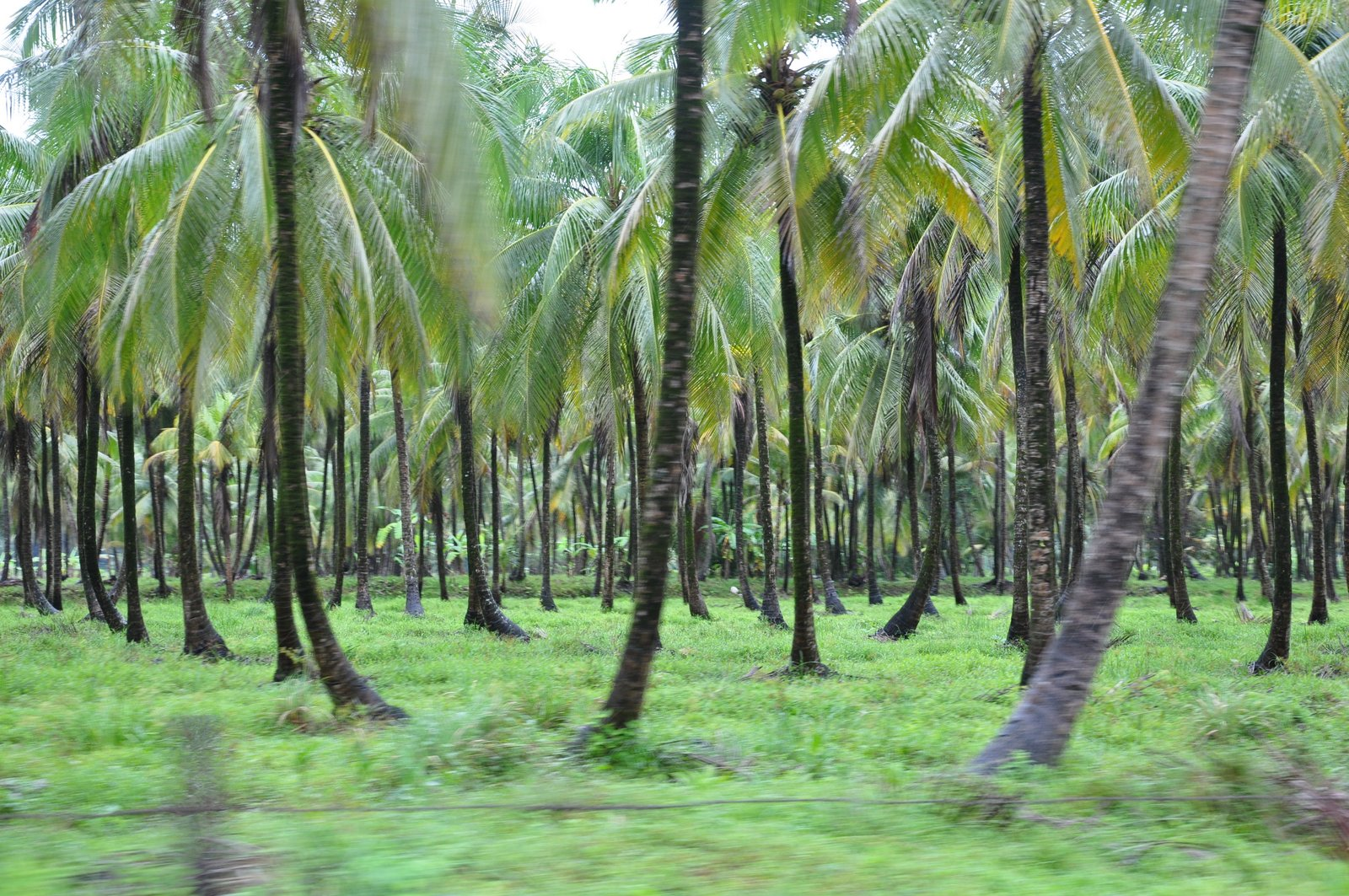
Cocoteros en la isla Wakenaam, Río Esequibo
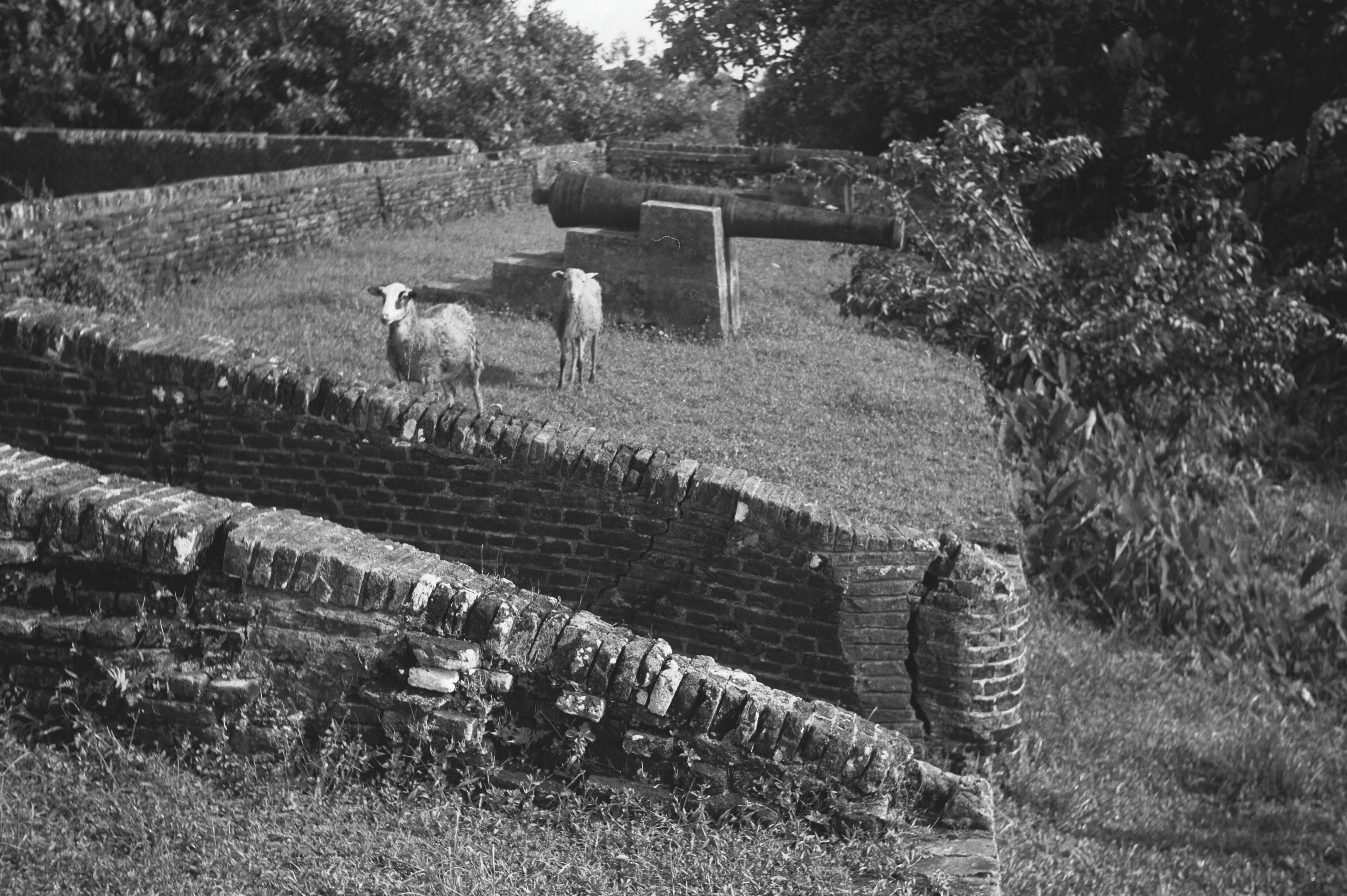
Ruinas del Fuerte Zelandia en la Isla Fort, Río Esequibo
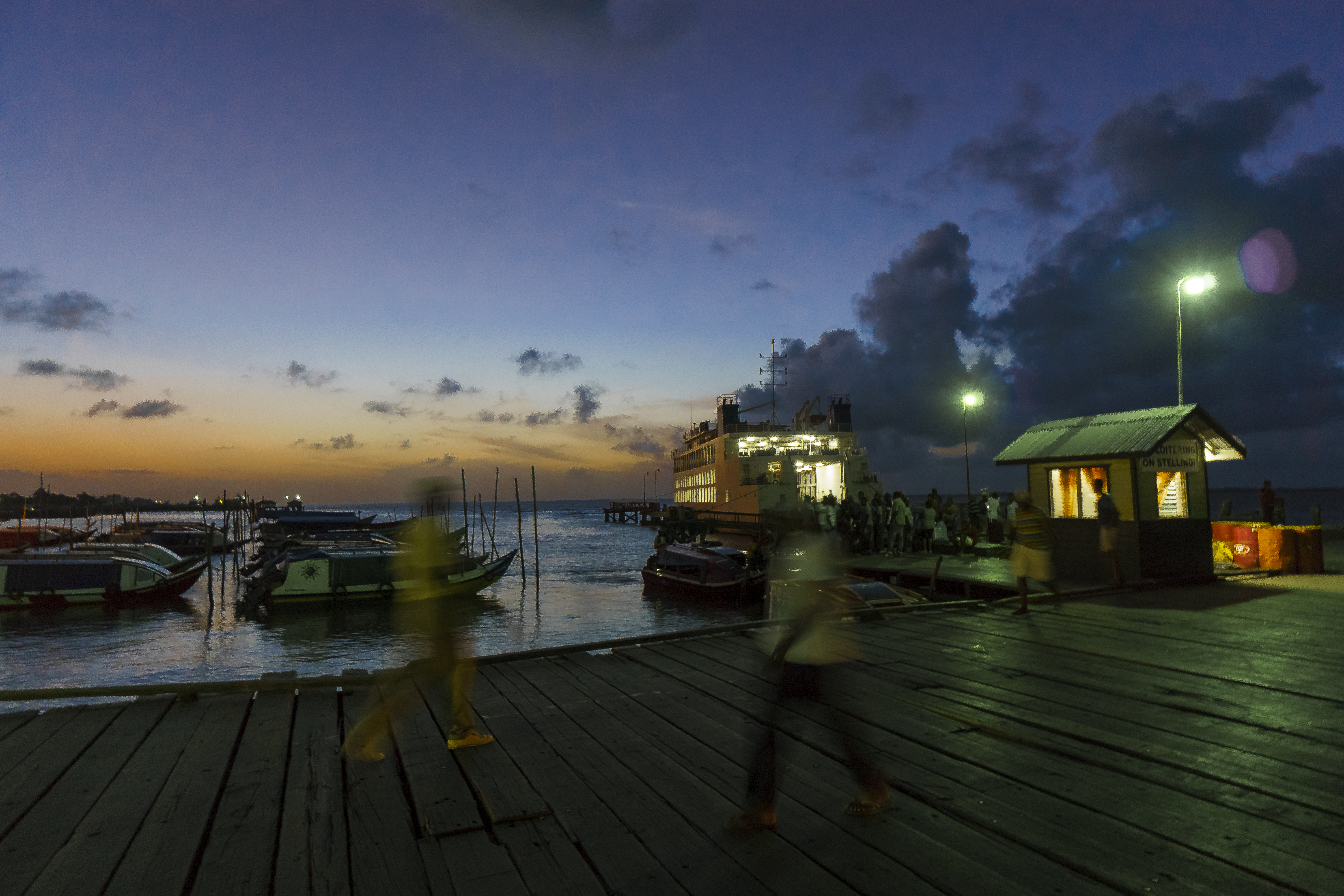
Parika en la costa este del Rio Esequibo
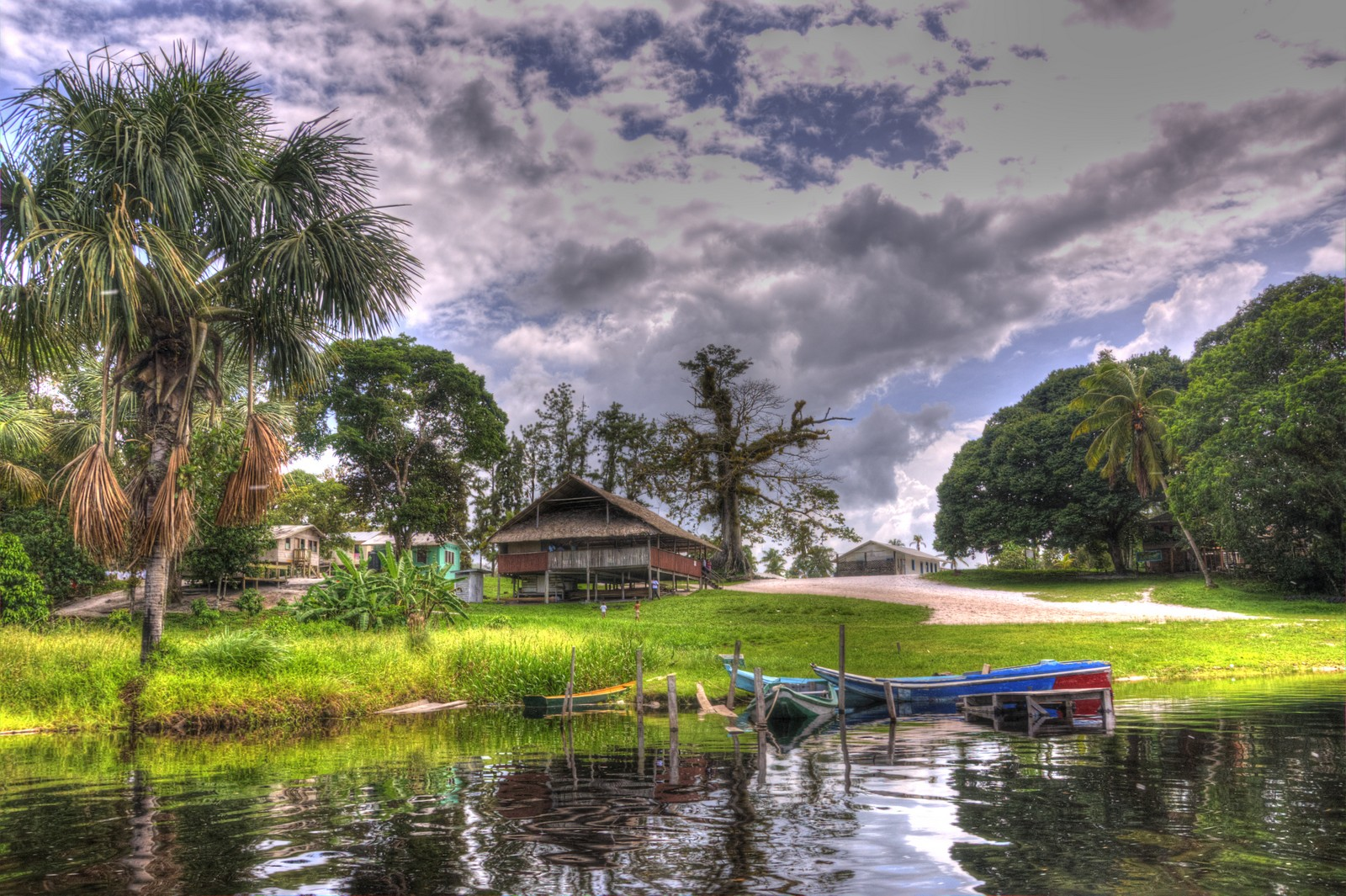
Santa Mission una reserva natural
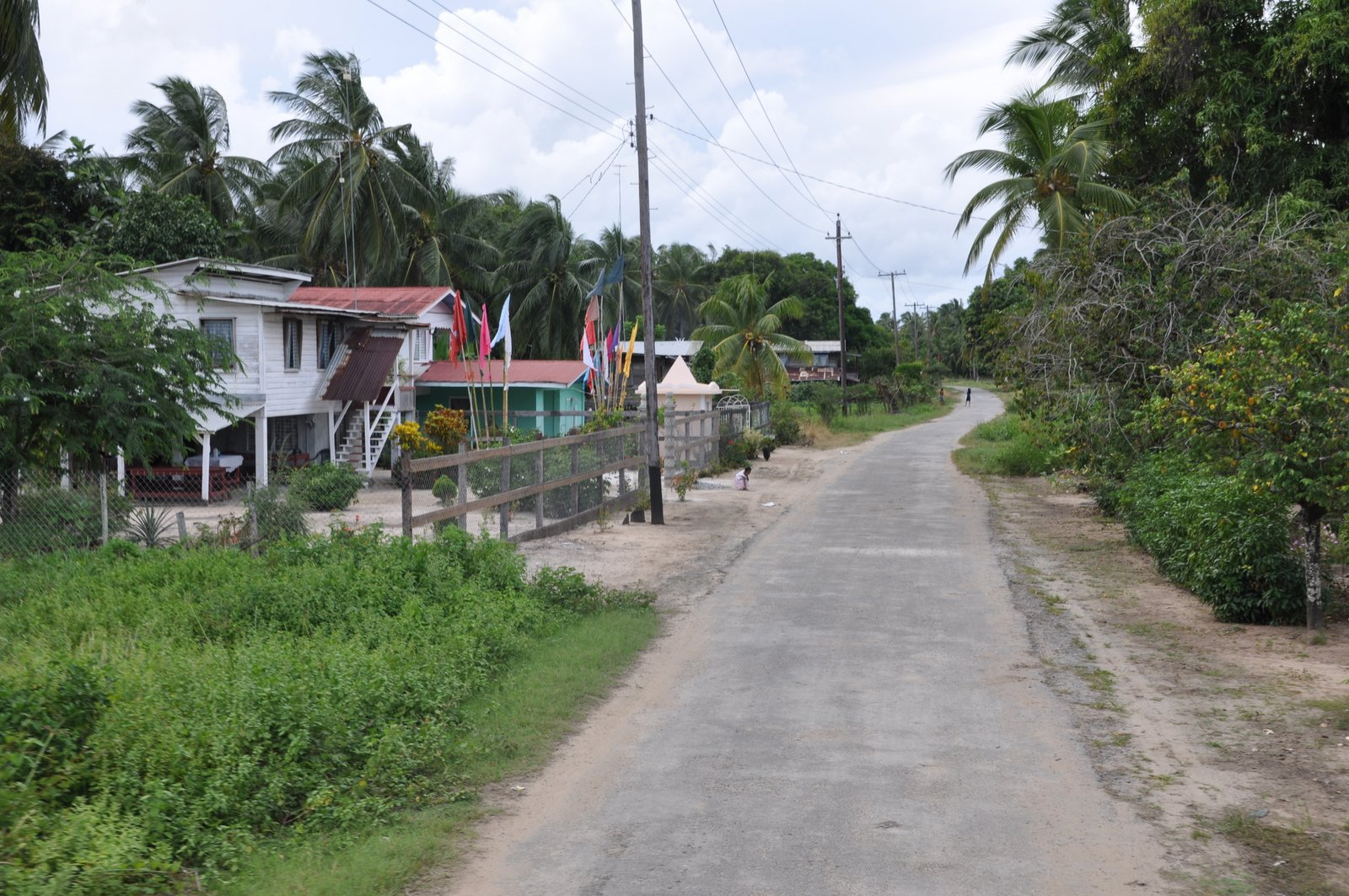
Sendero en Wakenaam
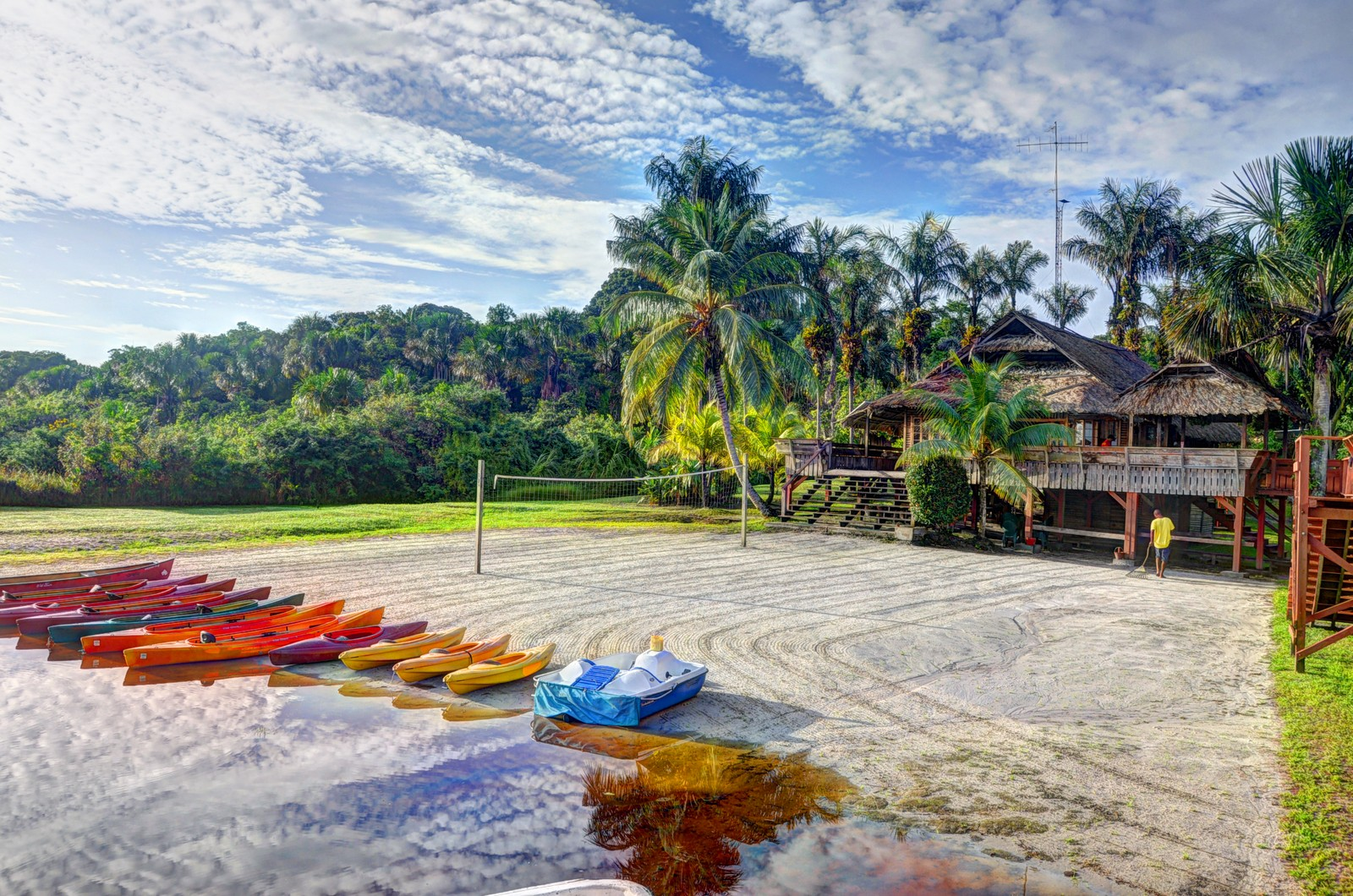
punta flecha